# Norrois
Norrois település Franciaországban, Marne megyében. Lakosainak száma 152 fő (2022. január 1.). Norrois Arzillières-Neuville, Bignicourt-sur-Marne, Blaise-sous-Arzillières, Cloyes-sur-Marne, Luxémont-et-Villotte és Matignicourt-Goncourt községekkel határos.

## Népesség
A település népességének változása:
| Lakosok száma | 135  | 139  | 132  | 168  | 152  | 148  | 149  | 152  | 155  | 152  |
|               | 1968 | 1982 | 1990 | 2006 | 2013 | 2015 | 2017 | 2019 | 2020 | 2022 |